# Balcha eximiassita
Balcha eximiassita är en stekelart som beskrevs av Gibson 2005. Balcha eximiassita ingår i släktet Balcha och familjen hoppglanssteklar.
Artens utbredningsområde är:
- Thailand.
- Vietnam.

Inga underarter finns listade.